# Hemiaspis
Hemiaspis — рід отруйних змій родини аспідових (Elapidae). Представники цього роду є ендеміками Австралії.

## Види
Рід Hemiaspis нараховує 2 види:
- Hemiaspis damelii (Günther, 1876)
- Hemiaspis signata (Jan, 1859)

## Етимологія
Наукова назва роду Hemiaspis походить від сполучення слів дав.-гр. ἡμι — пів і ασπις — щит.